# María del Carmen Herrera Gómez
María del Carmen Herrera Gómez (nascida em 26 de setembro de 1974) é uma judoca paralímpica espanhola que representou a Espanha nos Jogos Paralímpicos de Atenas 2004, Pequim 2008 e Londres 2012, tendo conquistado a medalha de ouro em todas estas ocasiões, na categoria até 70 kg.